# Мотошень (комуна)
Мотошень, Мотошені (рум. Motoșeni) — комуна у повіті Бакеу в Румунії. До складу комуни входять такі села (дані про населення за 2002 рік):
- Биклешть (115 осіб)
- Гура-Креєшть (377 осіб)
- Кетрень (194 особи)
- Корнецелу (136 осіб)
- Кочу (214 осіб)
- Кічеря (196 осіб)
- Мотошень (374 особи)
- Пояна (483 особи)
- Пража (176 осіб)
- Ротерія (173 особи)
- Финтинеле (430 осіб)
- Фундетура (159 осіб)
- Цепоая (523 особи)
- Шендрешть (473 особи)

Комуна розташована на відстані 233 км на північний схід від Бухареста, 44 км на південний схід від Бакеу, 93 км на південь від Ясс, 112 км на північний захід від Галаца.

## Населення
За даними перепису населення 2002 року у комуні проживали 4023 особи, усі — румуни.
Рідною мовою назвали:
| Мова      | Кількість осіб | Відсоток |
| --------- | -------------- | -------- |
| румунську | 4022           | > 99,9%  |
| угорську  | 1              | < 0,1%   |

Склад населення комуни за віросповіданням:
| Релігія      | Кількість осіб | Відсоток |
| ------------ | -------------- | -------- |
| православні  | 4015           | 99,8%    |
| старообрядці | 8              | 0,2%     |